# Horcotes
Horcotes és un gènere d'aranyes araneomorfes de la subfamília Erigoninae, dins de la família Linyphiidae.
Fou descrit per primera vegada per C. R. Crosby i S. C. Bishop l'any 1933.

## Distribució
Es poden trobar a la zona holàrtica: Canadà, Rússia i els Estats Units.

## Llista d'espècies
Segons The World Spider Catalog 12.0:
- Horcotes quadricristatus (Emerton, 1882) (Espècie tipus)
- Horcotes strandi (Sytshevskaja, 1935)
- Horcotes uncinatus Barrows, 1945